# Gombe Stream Nationalpark
Gombe Stream Nationalpark ligger i det nordvestlige hjørne af Tanzania.
Den grænser til Tanganyikasøen, og ligger syd for grænsen til Burundi. Nærmeste by er regionhovedstaden i  Kigoma  20 km syd for Gombe.
Parken blev etableret i 1968. Gombe er den mindste af de parker som sorterer under Tanzania National Parks. Parken omfatter 51 kvadratkilometer med skov langs kysten på nordsiden af Tanganyikasøen og omfatter både flade græssletter og tropisk regnskov. Parken kan kun nås med båd.  
Parken er kendt for den  britiske primatolog, etolog og antropolog Jane Goodalls arbejde med Chimpanser i området.

## Eksterne kilder og henvisninger
- Officielt websted Arkiveret 28. september 2016 hos  Wayback Machine
- Jane Goodall Institute

4°40′S 29°38′Ø / 4.667°S 29.633°Ø